# Judith Chemla
Judith Chemla (Gentilly, 6 luglio 1983) è un'attrice francese.

## Biografia
Judith Chemla è nata nel 1985 da padre violinista e madre avvocatessa. A 7 anni ha cominciato a prendere lezioni di violino, e a 14 ha iniziato a recitare. Dal 1º dicembre 2007 al 31 luglio 2009 ha lavorato alla Comédie-Française, recitando in rappresentazioni di autori quali Molière, Hanoch Levin ed Eduardo De Filippo. Nel frattempo si è avvicinata anche al cinema e alla televisione, ottenendo un grande successo per il ruolo di Josepha nel film Camille redouble (2012).
Nel film del 2022 Les gouts et les couleurs dà vita al personaggio di Daredjane, un'immaginaria icona del rock anni Settanta, un mix di Anne Sylvestre, Colette Magny e Janis Joplin, come ha scritto Etienne Sorin su Le Figaro Culture recensendo la pellicola all'uscita nelle sale francesi  e, lo stesso, accostandola anche a Patty Smith e Brigitte Fontaine.

## Vita privata
La Chemla è la compagna dell'attore James Thierrée, con il quale ha avuto un figlio.

## Filmografia

### Cinema
- Hellphone, regia di James Huth (2007)
- Faut que ça danse!, regia di Noémie Lvovsky (2007)
- Versailles, regia di Pierre Schoeller (2008)
- Musée haut, musée bas, regia di Jean-Michel Ribes (2008)
- La princesse de Montpensier, regia di Bertrand Tavernier (2010)
- Beautiful Lies, regia di Pierre Salvadori (2010)
- Je suis un no man's land, regia di Thierry Jousse (2011)
- Camille redouble, regia di Noémie Lvovsky (2012)
- L'Homme qu'on aimait trop, regia di André Téchiné (2014)
- La casa delle estati lontane (Rendez-vous à Atlit), regia di Shirel Amitay (2014)
- Questo sentimento estivo (Ce sentiment de l'été), regia di Mikhaël Hers (2015)
- Una vita (Une vie), regia di Stéphane Brizé (2016)
- C'est la vie - Prendila come viene (Le Sens de la fête), regia di Éric Toledano e Olivier Nakache (2017)
- Vif-Argent, regia di Stéphane Batut (2019)
- L'accusa (Les Choses humaines), regia di Yvan Attal (2021)
- Simone Veil - La donna del secolo (Simone, le voyage du siècle), regia di Olivier Dahan (2021)
- Les gouts et les couleurs, regia di Michel Leclerc (2022)
- Niki, regia di Céline Sallette (2024)
- Ritrovarsi a Tokyo (Une part manquante), regia di Guillaume Senez (2024)

### Televisione
- Spiral - serie TV (2012)
- Miroir mon amour - film TV (2012)
- 15 jours ailleurs - film TV (2013)
- Le Bœuf clandestin - film TV (2013)
- Tout est permis - film TV (2013)

## Teatro

### Con la Comédie-Francaise
- Il misantropo di Molière (2008)
- Dolce vendetta e altri sketch di Hanoch Levin (2008)
- L'Illusion comique di Pierre Corneille (2008)
- Figaro divorzia di Ödön von Horváth (2009)
- La grande magia di Eduardo De Filippo (2009)

## Riconoscimenti
- Prix Jean-Jacques-Gautier 2011
- Premi Lumière 2013 Miglior promessa femminile 2013
- Premi César 2013 : Nomination Miglior attrice non protagonista